# سیارک ۱۰۵۴۷
سیارک ۱۰۵۴۷ (به انگلیسی: 10547 Yosakoi، نامگذاری:1992JF) ده هزار و پانصد و چهل و هفتمین سیارک کشف شده‌است که در ۲ مه ۱۹۹۲ کشف شد.